# Vocabolario dei dialetti della Svizzera italiana
Il Vocabolario dei dialetti della Svizzera italiana (VSI) nasce nel 1907 per iniziativa di Carlo Salvioni, affiancandosi alle opere analoghe dedicate alle altre tre regioni linguistiche della Confederazione Elvetica: lo Schweizerisches Idiotikon, il Glossaire des patois de la Suisse romande, e il Dicziunari Rumantsch Grischun. Lo scopo è di documentare, conservare e analizzare un patrimonio dialettale in mutazione. L’opera ha iniziato la sua pubblicazione nel 1952.

## Storia
Fondato nel 1907 dal linguista svizzero Carlo Salvioni, il Vocabolario dei dialetti della Svizzera italiana giunse con qualche anno di ritardo rispetto allo Schweizerisches Idiotikon (1862), al Glossaire des patois de la Suisse romande (1899) e al Dicziunari rumantsch grischun (1904). La sede scelta per l'ordinamento del materiale raccolto e per lo spoglio dei testi fu l'edificio che ospitava la Biblioteca cantonale di Lugano. 
Nel 1920, dopo la scomparsa di Salvioni, ne divenne direttore il napoletano Clemente Merlo, cui subentrò nella seconda metà degli anni 30 il ticinese Silvio Sganzini. La prima edizione dell'opera vide la luce nel 1952. Vent'anni più tardi, nel 1972, anche Sganzini morì e venne sostituito nel suo ruolo di direttore dal luganese Federico Spiess.
Risale all'anno 1995 l'avvio dei lavori del Lessico dialettale della Svizzera italiana (LSI), che venne pubblicato nel 2004.

## Caratteristiche e fonti
Il VSI è un'opera di carattere enciclopedico, che affianca l’interesse linguistico a quello etnografico. L’area indagata è quella della Svizzera italiana. La fonte principale è costituita dall’archivio cartaceo risultato delle inchieste originali effettuate nei primi decenni del Novecento, a cui si aggiungono una grande quantità di materiali eterogenei.

## Destinatari
Il VSI si rivolge ad un pubblico eterogeneo: da un lato l’approccio scientifico ne fa un’opera di riferimento per dialettologi e linguisti più in generale, dall'altro il ricorso a una grafia semplificata rende accessibile l’opera anche ai non specialisti.